# Memorias de un tambor
Memorias de un tambor es un podcast español, sin ánimo de lucro, dirigido y presentado por José Carlos Gracia. En él se tratan temas relacionados con la historia de España en cualquier época. Su primera emisión tuvo lugar el 31 de enero de 2014. Ha sido reconocido con el premio "Bitácoras", como Mejor Podcast Nacional, y el Premio de la Asociación de Escuchas de Podcasting (ASESPOD).
Se caracteriza por narrar los hechos y acontecimientos de la Historia de España de manera sencilla y natural, con el objetivo de hacer llegar la historia a la mayor cantidad de personas, proponiendo al oyente que haga lo mismo en su entorno. 
Habitualmente hay un narrador, José Carlos, pero en ocasiones participa un invitado que cuenta con los conocimientos específicos y la confianza del director. El locutor comienza con una introducción histórica previa y a continuación aborda el tema principal, apoyándose en un fondo musical de Ignacio Núñez. La sintonía del programa es "La búsqueda de Ianna" del grupo Epic Soul Factory.
El podcast se mantiene con las aportaciones económicas, voluntarias, de los oyentes.

## Idea, inicios y objetivo
El creador siempre tuvo la inquietud por divulgar la historia de España. Su primera iniciativa fue crear en 2005 una editorial sobre temas históricos, en la que publicó sus propias obras.
Posteriormente organiza el Grupo "Pascual Vivas", con el objetivo de conocer la historia mediante excursiones guiadas y charlas sobre el terreno, de forma desinteresada.
Paralelamente a esta actividad colaboró en radio a nivel nacional, donde continuó con esta tarea de divulgación. A lo largo de todo este tiempo, también ha participado en conferencias, presentaciones literarias y diversas actuaciones para el emplazamiento de monumentos conmemorativos.
Esa experiencia en radio, junto a la divulgación del hecho histórico en contacto directo con la gente, perfilará posteriormente la forma de narrar los podcast.
A partir del año 2012 José Carlos se incorpora al podcast de historia HistoCast. Esta experiencia es clave, y le hace ver las posibilidades del podcast como una potente herramienta para compartir y transmitir experiencias. Así, a principios de 2014, nace "Memorias de un tambor".
El nombre del podcast "Memorias de un tambor" encuentra su justificación en la personificación del tambor, atribuyendo a este instrumento de percusión una supuesta capacidad para recordar. Los tambores fueron utilizados desde tiempos remotos como medio para comunicar órdenes y avisos, siendo espectadores de excepción en viajes, descubrimientos, batallas, coronaciones y tratados. Figuradamente, su testimonio nos llevará a conocer los hechos históricos.
A finales de enero de 2014 graba el primer programa que se publica el 31 de enero.

## Formato y medios técnicos
Memorias de un tambor se publica mensualmente sin publicidad, en la plataforma "Libsyn", gracias a las donaciones de los oyentes. Utiliza música bajo la licencia Creative Commons. Como es habitual en los podcast, los programas son grabados y editados posteriormente. La grabación se realiza en un sótano particular.

## Premios y reconocimientos
- Premio del Público al Mejor Podcast 2014 de la Asociación de Escuchas del Podcasting, ASESPOD[1]
- Ganador en la categoría "Mejor Podcast", en los X Premios Bitacoras.com del año 2014.[2]